# Lovedrive
Lovedrive (англ. Дорога кохання або Любовний драйв) — шостий студійний альбом німецького рок-гурту Scorpions, представлений 15 січня 1979 року на лейблах Harvest Records / EMI (Європа) та Mercury Records (США).
28 травня 1986 року альбом став золотим за версією RIAA.

## Про альбом
У цьому альбому вперше взяв участь гітарист Маттіас Ябс. Під час запису альбому до гурту повернувся Міхаель Шенкер (брат Рудольфа Шенкера), котрий замінив Ябса, проте під час туру Ябс замінив його остаточно і донині є членом Scorpions.
Інформаційний вебсайт IGN вніс платівку у список 25 найбільш відомих рок-альбомів. Диск потрапив у американський хіт-парад, де протримався 30 тижнів. У Великій Британії платівка протрималась в чартах 11 тижнів.
26 травня сингл «Is There Anybody There» / «Another Piece of Meat» досяг 39 місця у Великій Британії та утримувався у чарті 4 тижні. 25 серпня пісня «Lovedrive» піднялась у британських чартах до 69 позиції.

## Список композицій
| Сторона 1 | Сторона 1                   | Сторона 1                                    | Сторона 1  |
| #         | Назва                       | Автор                                        | Тривалість |
| --------- | --------------------------- | -------------------------------------------- | ---------- |
| 1.        | «Loving You Sunday Morning» | Рудольф Шенкер, Клаус Майне, Герман Раребелл | 5:36       |
| 2.        | «Another Piece of Meat»     | Р. Шенкер, Раребелл                          | 3:30       |
| 3.        | «Always Somewhere»          | Р. Шенкер, Майне                             | 4:56       |
| 4.        | «Coast to Coast»            | Р. Шенкер                                    | 4:42       |

| Side two | Side two                  | Side two                   | Side two   |
| #        | Назва                     | Автор                      | Тривалість |
| -------- | ------------------------- | -------------------------- | ---------- |
| 5.       | «Can't Get Enough»        | Р. Шенкер, Майне           | 2:36       |
| 6.       | «Is There Anybody There?» | Р. Шенкер, Майне, Раребелл | 3:58       |
| 7.       | «Lovedrive»               | Р. Шенкер, Майне           | 4:49       |
| 8.       | «Holiday»                 | Р. Шенкер, Майне           | 6:32       |

## Учасники запису
- Клаус Майне — вокал
- Рудольф Шенкер — гітара
- Міхаель Шенкер — гітара (лід-гітара у «Lovedrive», «Coast To Coast», «Another Piece Of Meat»)
- Маттіас Ябс — гітара
- Френсіс Бухольц — бас
- Герман Ребелл — ударні